# Loulou Graffiti
Pour les articles homonymes, voir Loulou.
Pour plus de détails, voir Fiche technique et Distribution.
Loulou Graffiti est un film français réalisé par Christian Lejalé et sorti en 1992.

## Synopsis
Juliette est une inventrice de talent, mais qui n'a pas de chance dans son travail, étant donné que Costandier, son ancien patron, lui a volé le plan de sa dernière invention. Sa vie est bousculée par sa rencontre avec Loulou Graffiti, un petit garçon qui s'est enfui de la DDASS, qui est par ailleurs ami de Pique la Lune, un aimable cambrioleur. Loulou a l'idée de réunir ces deux personnages que tout oppose, et c'est alors que le trio est pourchassé par la police. 

## Fiche technique
- Titre : Loulou Graffiti
- Réalisation : Christian Lejalé
- Scénario : Christian Lejalé
- Photographie : Laurent Dailland
- Montage : Monique Prim
- Musique: Yvan Cassar
- Son : Louis Gimmel
- Producteurs : Xavier Gélin et Stéphane Marsil
- Sociétés de production : Hugo Films, Les Productions de la Guéville, Imagine 35 Productions, Greenwich Film Productions, Ciné Cinq, Canal+
- Société de distribution : Gaumont Distribution
- Pays de production :  France
- Langue : français
- Genre : comédie dramatique
- Durée : 1h30 minutes
- Date de sortie : France - 8 avril 1992

## Distribution
- Anémone : Juliette
- Jean Reno : Pique la Lune
- Jan Vancoillie : Loulou Graffiti
- Jean Benguigui : Le commissaire Bloc
- Yves Lecoq : M. Costandier
- Patrick Timsit : Bernard
- Mouss Diouf : Tam-Tam
- Pierre Aussedat : Bochaton
- Roger Dumas : De Mirmont
- Delphine Rich : La Concierge
- Roland Blanche : Le curé
- Bernard Dhéran : Duplessis
- Jacques Rosny : Le proviseur
- Patrice Melennec : Le receleur
- Thierry Rey : Henry
- Raymond Meunier : Saint-Pierre
- Georges Aubert : L'imprimeur
- Édith Vernes : Grésil
- Wilfred Benaïche : Le gardien Jaouenn
- Boujemaa Ahabziz : Le peintre

## Autour du film
Le film a été tourné en Ille-et-Vilaine, à Rennes, Bazouges-sous-Hédé et Guichen ainsi qu'à Paris